# Kanchō (Übergriff)
Kanchō (jap. カンチョー) ist eine Variante des sexuellen Übergriffs bzw. des sexuellen Missbrauchs, die in Japan häufig von Schulkindern begangen wird. Sie ist auch in Südkorea als Ttong chim, Ddong chim oder Dong chim (kor. 똥침, 똥針), auf den Philippinen als Tumbong und in China als qiānnián shā (千年杀) bekannt.

## Vorgehen
Beim Kanchō legt man seine Hände zusammen, so dass die Zeigefinger ausgestreckt sind, und versucht, diese in den Anusbereich eines anderen zu stecken, wenn dieser unaufmerksam ist. Der Begriff leitet sich vom japanischen Wort für Einlauf (浣腸, kanchō) ab.